# توماس دبليو. وليامز
توماس دبليو. وليامز (بالإنجليزية: Thomas W. Williams)‏ هو مدرس أمريكي، ولد في عقد 1860، وتوفي في 1931.